# 110-я отдельная бригада территориальной обороны
110-я отдельная бригада территориальной обороны (110 ОБрТрО, в/ч А7038) — формирование сил территориальной обороны Вооруженных сил Украины в Запорожской области. Бригада находится в составе Оперативного командования «Восток» сил ТРО Украины.

## История
16–25 декабря 2018 года в Запорожье начались военные учения новой 110-й бригады территориальной обороны – шесть её батальонов были развёрнуты по всей Запорожской области. В течение десяти дней резервисты стреляли на полигонах и проходили боевое согласование подразделений.
17 декабря 2018 года, присягу на верность украинскому народу торжественно приняли военнослужащие бригады территориальной обороны Запорожской области - личный состав воинской части А7038. В ней будет ориентировочно до 2700 военнослужащих, шесть батальонов, дислоцирующихся в городах Запорожье, Мелитополь, Бердянск, Пологи и Каменка-Днепровская. После принесения военная присяги военнообязанные призваны на учебные сборы.
17 июля 2019 года на военном полигоне «Близнецы» бригада теробороны  провела очередной стрелковый день. Участие в учениях приняли 240 бойцов.
В апреле 2021 года прошло внеплановое собрание 110-й бригады, а также 124 ОБрТрО (Херсонская область), к которым привлечены военнообязанные и резервисты, заключившие контракт на прохождение службы в военном резерве в этих подразделениях, и основными задачами которых было совершенствование навыков:
- охраны и защиты административной границы с АР Крым;
- прикрытие десантно-доступных участков побережья;
- контроля населенных пунктов, охраны органов государственной власти, усиление охраны критических объектов, мостов, несение службы на блокпостах;
- борьбы с диверсионно-разведывательными силами, другими вооруженными формированиями агрессора и антигосударственными незаконно образованными вооруженными формированиями.[3]

## Участие в боевых действиях
С началом вторжения России на Украину, бойцы бригады участвовали в оборонных операциях, в частности, в Запорожье.
В октябре 2022 года командир бригады по признанию заслуг ее бойцов получил военный флаг от командующего сил территориальной обороны ВСУ генерал-майора Игоря Танцуры .

## Структура
- Управление (штаб)
- 111-й отдельный батальон территориальной обороны (Бердянск)
- 112-й отдельный батальон территориальной обороны (Каменка-Днепровская)
- 113-й отдельный батальон территориальной обороны (Энергодар) [6]
- 114-й отдельный батальон территориальной обороны (Запорожье) [7]
- 115-й отдельный батальон территориальной обороны (Мелитополь) [8][9]
- 116-й отдельный батальон территориальной обороны (Пологи) [10][11]
- рота огневой поддержки
- рота противодиверсионной борьбы
- инженерно-саперная рота
- минометная батарея
- другие подразделения

## Вооружение
Имеет на вооружении захваченные у России танки Т-62М.